# Maserati MC12 GT1

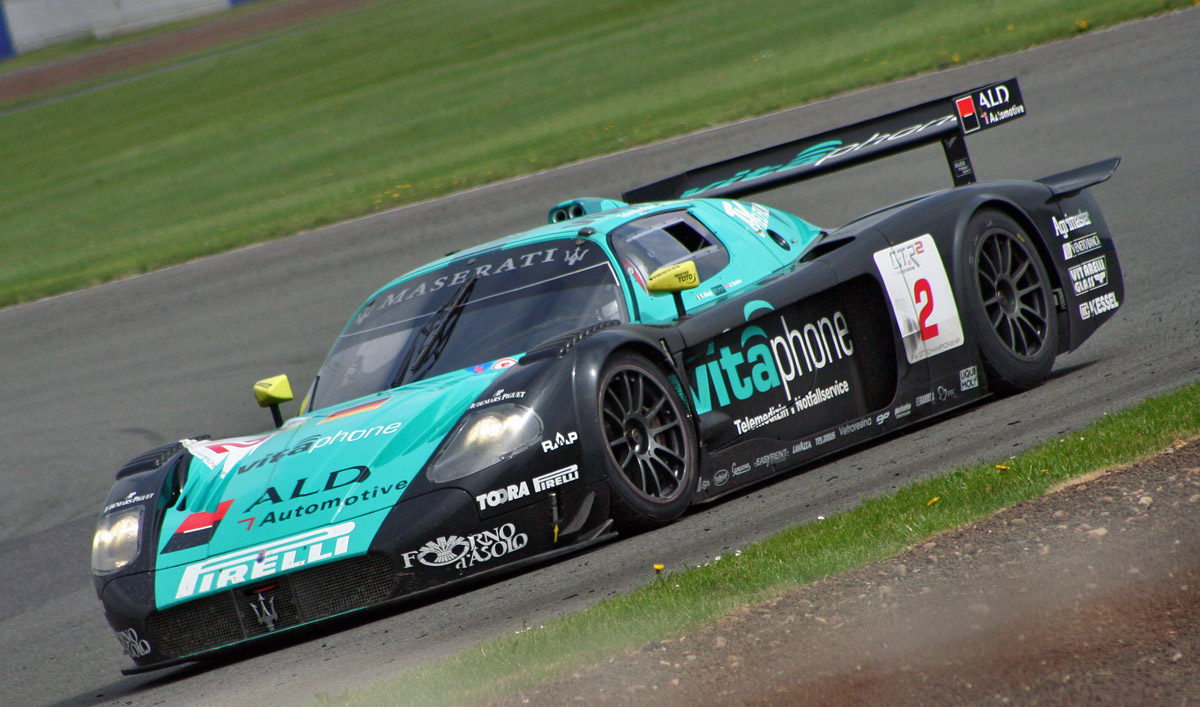
Maserati MC12 des Vitaphone Racing Teams in Silverstone 2006

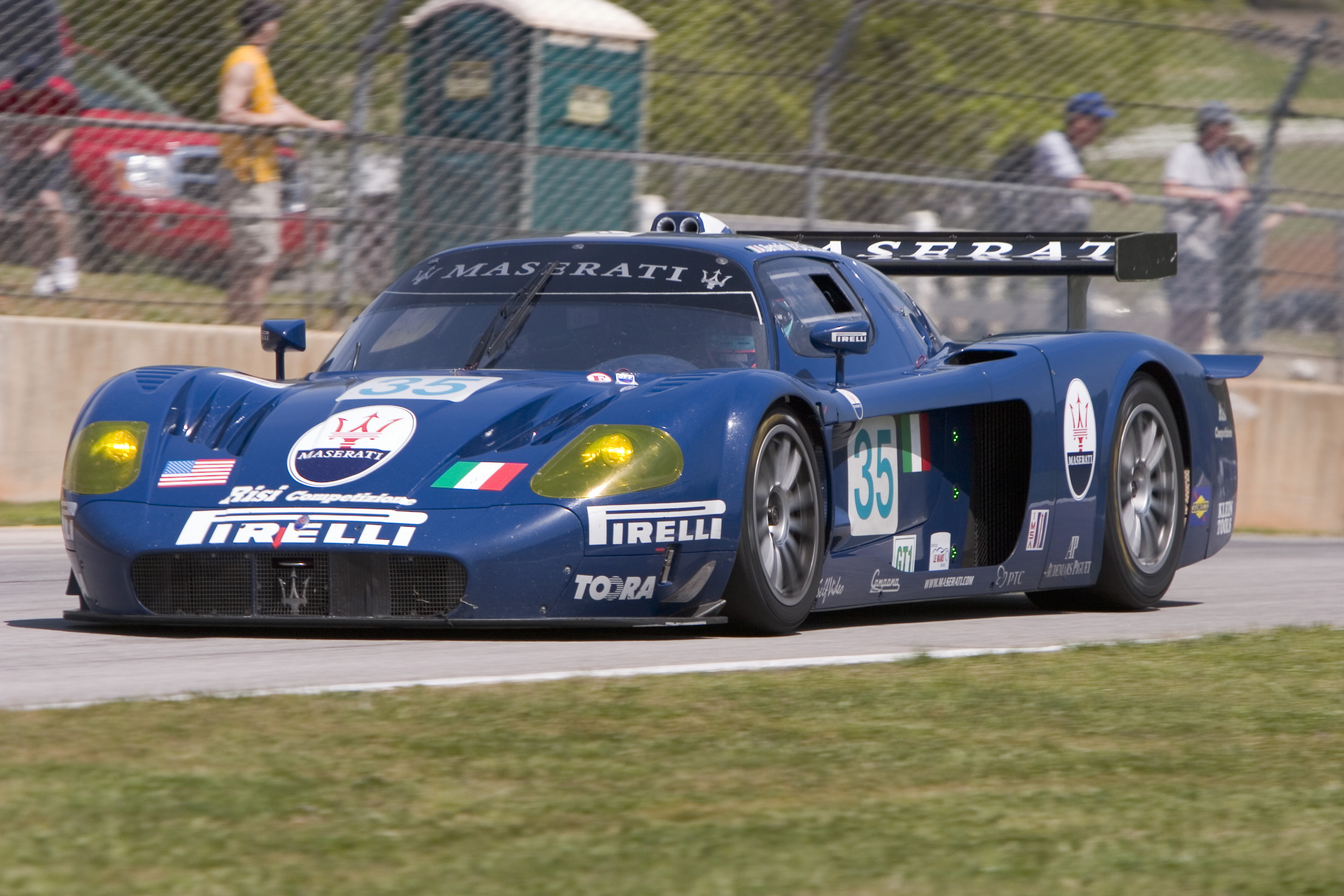
Maserati MC12 von Risi Competizione auf Road Atlanta 2005

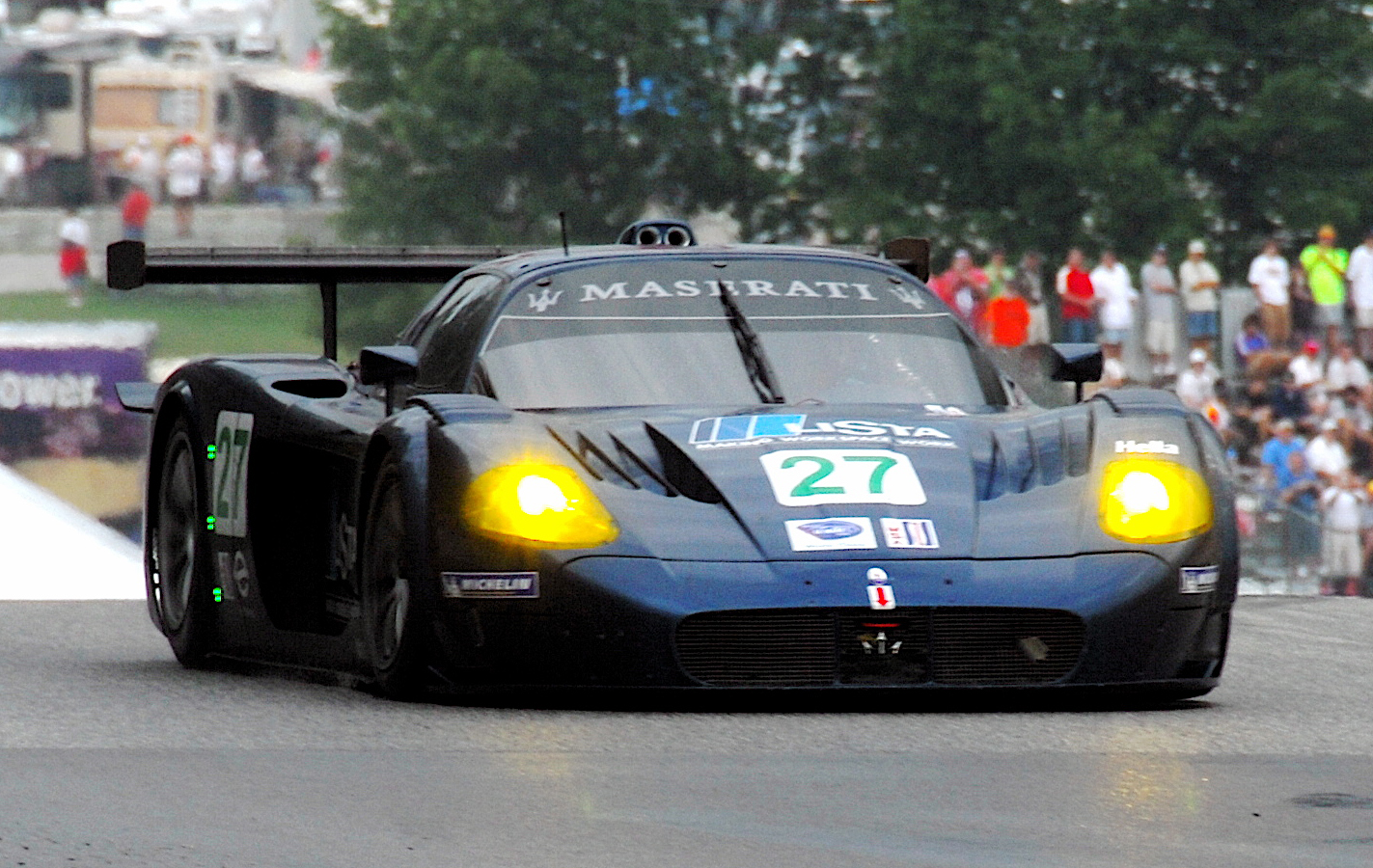
Maserati MC12 von Doran Racing auf Road America 2007

Der Maserati MC12 GT1 ist ein Gran-Turismo-Rennwagen der Gruppe GT1 auf Basis des Maserati MC12.

## Entwicklung
Die Entwicklungsarbeiten des Maserati MC12 GT1 begannen nach der Übernahme von Maserati durch Ferrari. Ferrari beauftragte Maserati damit, einen Rennwagen zu konstruieren, welcher in der FIA-GT-Meisterschaft startberechtigt sein würde. Im Gegensatz zu den meisten anderen Rennwagen der FIA-GT-Meisterschaft, welche üblicherweise Weiterentwicklungen von Straßensportwagen sind, war der MC12 speziell für den Einsatz im Motorsport geplant. Die 50 gebauten Fahrzeuge der Straßenversion sollten nur zur Homologation dienen. Aufgrund der Tatsache, dass schon der straßenzugelassene Maserati MC12 ein sehr radikales Konzept war, hatte Maserati für sein ursprünglich Maserati Corse Competizione bezeichnetes Rennfahrzeug mehr technische Freiheiten als seine Mitstreiter. Andrea Bertolini führte als Cheftestfahrer viele Testfahrten mit dem Maserati MC12 GT1 auf der Pista di Fiorano durch. Einige Testfahrten wurden auch von Michael Schumacher absolviert.

## Renngeschichte

### FIA-GT-Meisterschaft
Im Jahr 2004 stellte Maserati drei Maserati MC12 für die Klasse GT1 der FIA-GT-Meisterschaft fertig. Das werksunterstützte Team AF Corse brachte beim Saisonlauf in Imola erstmals zwei Maserati MC12 an den Start, doch waren die Fahrzeuge nicht punkteberechtigt, da die Homologation noch ausstand. Dennoch konnten die Fahrzeuge gleich bei ihrem Debütrennen die Plätze zwei und drei erreichen. Beim folgenden Rennen in Oschersleben fuhren Andrea Bertolini und Mika Salo den ersten Sieg auf dem Maserati MC12 ein. Vor dem letzten Saisonrennen in Zhuhai erhielt das Fahrzeug schließlich seine Homologation. Da die Maserati MC12 das Rennen mit einem Doppelsieg beendeten, erzielte AF Corse genügend Punkte, um in der Teamwertung den siebten Platz zu erlangen, obwohl nur ein Rennen in die Wertung einfloss.
In der Saison 2005 gewann Maserati die Herstellerwertung. Dabei erzielte Maserati gleich bei seiner ersten vollständigen Saison in der FIA-GT-Meisterschaft fast doppelt so viele Punkte wie Ferrari, der zweitplatzierte Hersteller. Die Teams Vitaphone Racing und JMB Racing traten 2005 mit Maserati MC12 in der Meisterschaft an. Sie schlossen die Saison auf den Plätzen eins und zwei in der Teamwertung ab, wobei Vitaphone mit einem deutlichen Vorsprung siegte. Vor dem letzten Rennen in Bahrain lagen noch vier Maserati-Piloten in aussichtsreicher Position auf den Titel der Fahrerwertung: Karl Wendlinger und Andrea Bertolini mit 71 Punkten sowie Timo Scheider und Michael Bartels mit 70 Punkten. Gleichauf mit letzteren lag auch Ferrari-Pilot Gabriele Gardel. Im entscheidenden Rennen ließ er mit seinem älteren Ferrari 550-GTS Maranello beide Maserati hinter sich und überquerte als Erster die Ziellinie. Damit sicherte Gardel sich mit vier Punkten Vorsprung auf Scheider und Bartels die Meisterschaft.
2006 ging Vitaphone Racing als einziges Team mit Maserati MC12 in der FIA-GT-Meisterschaft an den Start. Das Team gewann vorzeitig die Teamwertung. Michael Bartels und Andrea Bertolini teilten sich auf den ersten Platz in der Fahrerwertung. Nur in der Herstellerwertung musste Maserati sich gegenüber Aston Martin geschlagen geben, wobei allerdings deutlich mehr Teams auf ein Fabrikat von Aston Martin setzten.
Vitaphone Racing gewann auch 2007 wieder die Teamwertung. Auf Platz zwei folgte mit der Scuderia Playteam Sarafree ein weiteres Maserati-Team. JMB Racing brachte ebenfalls wieder zwei Maserati MC12 an den Start, wobei diese von Amateurrennfahrern gesteuert wurden, die im Citation Cup antraten. Diesen konnte JMB-Pilot Ben Aucott für sich entscheiden. Die Herstellerwertung ging nun wieder mit deutlichem Vorsprung an Maserati, während Thomas Biagi von Playteam die Fahrerwertung gewann. Die Kollegen von Vitaphone, Miguel Ramos und Christian Montanari teilten sich den Rang sechs, Playteams Andrea Bertolini und Andrea Piccini waren direkt dahinter platziert.
2008 bestritt Vitaphone Racing mit zwei Maserati MC12 für Andrea Bertolini und Michael Bartels sowie für Miguel Ramos und Alexandre Negrão die FIA-GT-Meisterschaft. Die Saison endete für Vitaphone mit einem weiteren Sieg in der Teamwertung, während Bertolini und Bartels die Fahrerwertung für sich entschieden. Beim Lauf in Zolder setzte das Team ein drittes Fahrzeug unter dem Namen Team Vitasystem ein. Pedro Lamy und Matteo Bobbi erzielten damit einen Punkt. JMB Racing nahm mit einem einzelnen Maserati MC12 für Ben Aucott, Peter Kutemann und Alain Ferté noch an den ersten fünf Rennen der Saison teil.
In der Saison 2009 gewann Vitaphone Racing mit dem Maserati MC12 seinen fünften Titel in der Teamwertung in Folge, während Andrea Bertolini und Michael Bartels ihren dritten Fahrertitel erlangten. Miguel Ramos und Alexander Müller im zweiten Vitaphone-Maserati schlossen die Saison auf Platz acht ab. Ab dem vierten Rennen wurde außerdem ein drittes Fahrzeug unter dem Namen Vitaphone Racing Team DHL eingesetzt. Dessen Fahrer Matteo Bobbi und Alessandro Pier Guidi gewannen das letzte Saisonrennen in Zolder. Obwohl nur ein einzelnes Fahrzeug für das Vitaphone Racing Team DHL Punkte sammelte, das zudem auch nur einen Teil der Saison bestritt, konnte das Team den vierten Platz in der Teamwertung erreichen.

### Italienische GT-Meisterschaft
Die Maserati MC12 hatten auch im italienischen Motorsport großen Erfolg. In der Saison 2005 führte Maserati zwei MC12 in die italienische GT-Meisterschaft ein, die von der Scuderia Playteam und Racing Box eingesetzt wurden. Die Teams belegten die Plätze eins und drei in der Meisterschaft. Die Fahrzeuge blieben der Meisterschaft auch 2006 erhalten, als Scuderia Playteam seinen Titel verteidigen konnte und Racing Box auf Platz zwei aufrückte. Seit 2007 sind Fahrzeuge der Gruppe GT1 in der italienischen GT-Meisterschaft nicht mehr zugelassen. Scuderia Playteam wechselte daher in die FIA-GT-Meisterschaft.
Racing Box nahm auch zwei Mal am nicht zur Meisterschaft zählenden 6-Stunden-Rennen von Vallelunga teil. Dieses gewann das Team 2005 mit Michele Rugolo, Leonardo Maddelena und Davide Mastracci. Im folgenden Jahr konnte der Erfolg mit Pedro Lamy, Marco Cioci und Piergiuseppe Perazzini wiederholt werden.

### Super GT
2006 plante das Team Goh, einen Maserati MC12 in der japanischen Super-GT-Serie einzusetzen. Das Team musste sein Vorhaben allerdings aufgeben, als Fahrer Jan Magnussen erkrankte und nach Dänemark zurückkehrte, und aufgrund enttäuschender Rundenzeiten bei Testfahrten in Suzuka. Zwar war der Maserati MC12 auf den Geraden schneller als die Konkurrenten mit Super-GT-Fahrzeugen, doch verlor er dennoch über eine Sekunde pro Runde aufgrund schlechterer Aerodynamik.

### American Le Mans Series
Im Jahr 2004 konnten die Maserati nicht an Rennserien teilnehmen, die vom Automobile Club de l’Ouest veranstaltet wurden, dazu zählen das 24-Stunden-Rennen von Le Mans, die Le Mans Endurance Series und die American Le Mans Series. Dies war dadurch bedingt, dass die Maserati MC12 die maximal zugelassene Länge und Breite für Fahrzeuge ihrer Klasse überschritten. Beim Versuch, das Fahrzeug an das Reglement anzupassen, wurde die Front um 200 Millimeter gekürzt, jedoch war das Fahrzeug 66 Millimeter zu breit. 2005 erlaubte der Dachverband der American Le Mans Series, die International Motor Sports Association, die Maserati MC12 dennoch teilnehmen zu lassen. Allerdings waren die Fahrzeuge nicht punkteberechtigt und sie wurden mit Zusatzgewichten versehen. Einige Teams der American Le Mans Series protestierten anfangs gegen die Teilnahme der Maserati MC12, aber letztendlich wurde dem Fahrzeug die Rennteilnahme gewährt. Der Automobile Club de l’Ouest blieb jedoch bei ihrer Entscheidung, das Fahrzeug von der Le Mans Endurance Series auszuschließen.
Ein einzelner Maserati MC12 wurde 2005 unter der Nennung Maserati Corse von Risi Competizione in der American Le Mans Series eingesetzt. Das Team hatte jedoch wenig Erfolg und es gelang kein Rennsieg. Einen Tiefpunkt hatte Risi Competizione schließlich beim Saisonabschluss in Laguna Seca, als ein Konkurrent eine Kollision mit dem Maserati verursachte und dadurch einen längeren Boxenstopp erzwang. Nachdem das Rennen wieder aufgenommen worden war, hatte das Fahrzeug mit Traktionsproblemen aufgrund abgekühlter Reifen zu kämpfen. Deswegen berührte der Maserati einen Randstein, wodurch der Kühler brach und Risi Competizione das Fahrzeug infolgedessen vom Rennen zurückziehen musste.
Im August 2007 kündigten Fredy Lienhard und Didier Theys an, einen Maserati MC12, der früher in der FIA-GT-Meisterschaft zum Einsatz kam, für den Renneinsatz in der American Le Mans Series vorzubereiten. Das von Doran Racing eingesetzte Fahrzeug debütierte auf Road America, wo es den dritten Platz in seiner Klasse erreichte. Einen weiteren Einsatz hatte der Maserati MC12 auf Road Atlanta beim Petit Le Mans, welches das Team allerdings aufgrund eines Unfalls nicht beenden konnte. Dennoch wurde es noch auf Platz zwei in seiner Klasse gewertet. Vor dem Rennen konnte Doran Racing sein Fahrzeug auf der Pole-Position der Klasse GT1 qualifizieren. Das Team verwendete Michelin- statt der Pirelli-Reifen, mit denen zwei Jahre zuvor der Maserati von Risi Competizione ausgerüstet war. Außerdem verwendete Doran Racing einen breiteren, aber flacheren Heckflügel als Risi Competizione und die Teams der FIA-GT-Meisterschaft. Die International Motor Sports Association erlaubte Doran Racing als erstem Maserati-Team in der American Le Mans Series schließlich auch, Meisterschaftspunkte zu erzielen. Doran Racing beendete die Saison mangels Konkurrenz auf Platz zwei in der Teamwertung.